# Cosmosoma excors
Cosmosoma excors là một loài bướm đêm thuộc phân họ Arctiinae, họ Erebidae.